# Xã Mitchell, Quận Rice, Kansas
Xã Mitchell (tiếng Anh: Mitchell Township) là một xã thuộc quận Rice, tiểu bang Kansas, Hoa Kỳ. Năm 2010, dân số của xã này là 125 người.